# Clematis patens 'Star of India'
Cultivar
Clematis patens 'Star of India' est un cultivar de clématite obtenu en 1864 par Thomas Cripps en Angleterre et introduit sur le marché en 1867.

## Description
'Star of india' est une clématite à fleur violette surmontée d'une bande rougeâtre, de taille moyenne. Elle possède entre 4 et 6 sépales et a un diamètre d'environ 16 centimètres. La couleur jaune des étamines de cette clématite se mêle parfaitement avec les sépales elliptiques et apiculées.
À taille adulte, 'Star of India' se développe à environ 2 m.
Elle ne possède pas de parfum particulier.

### Feuilles
Les feuilles de cette clématite sont parfois simples, parfois alternes.

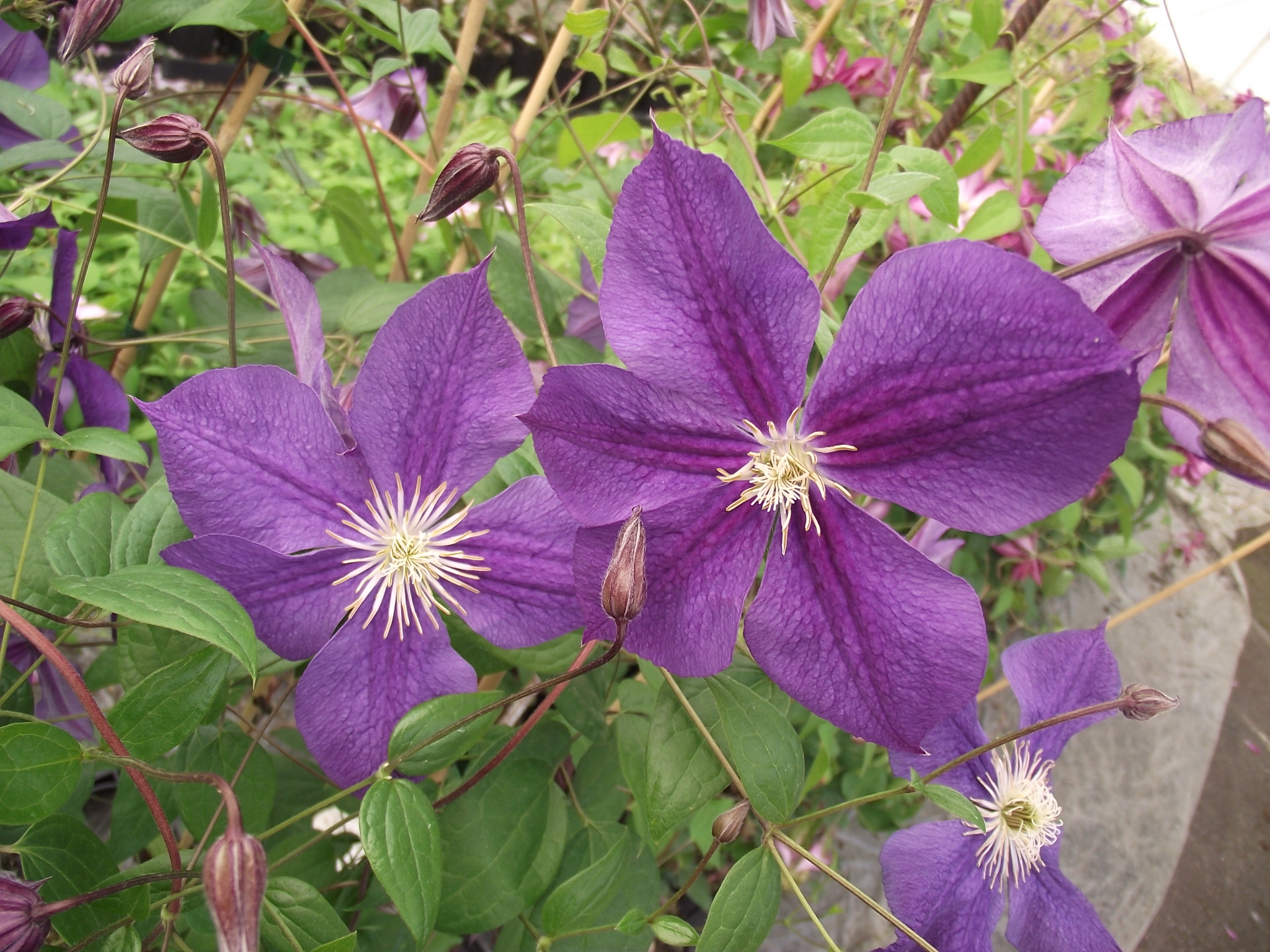
Clematis patens 'star of India'.

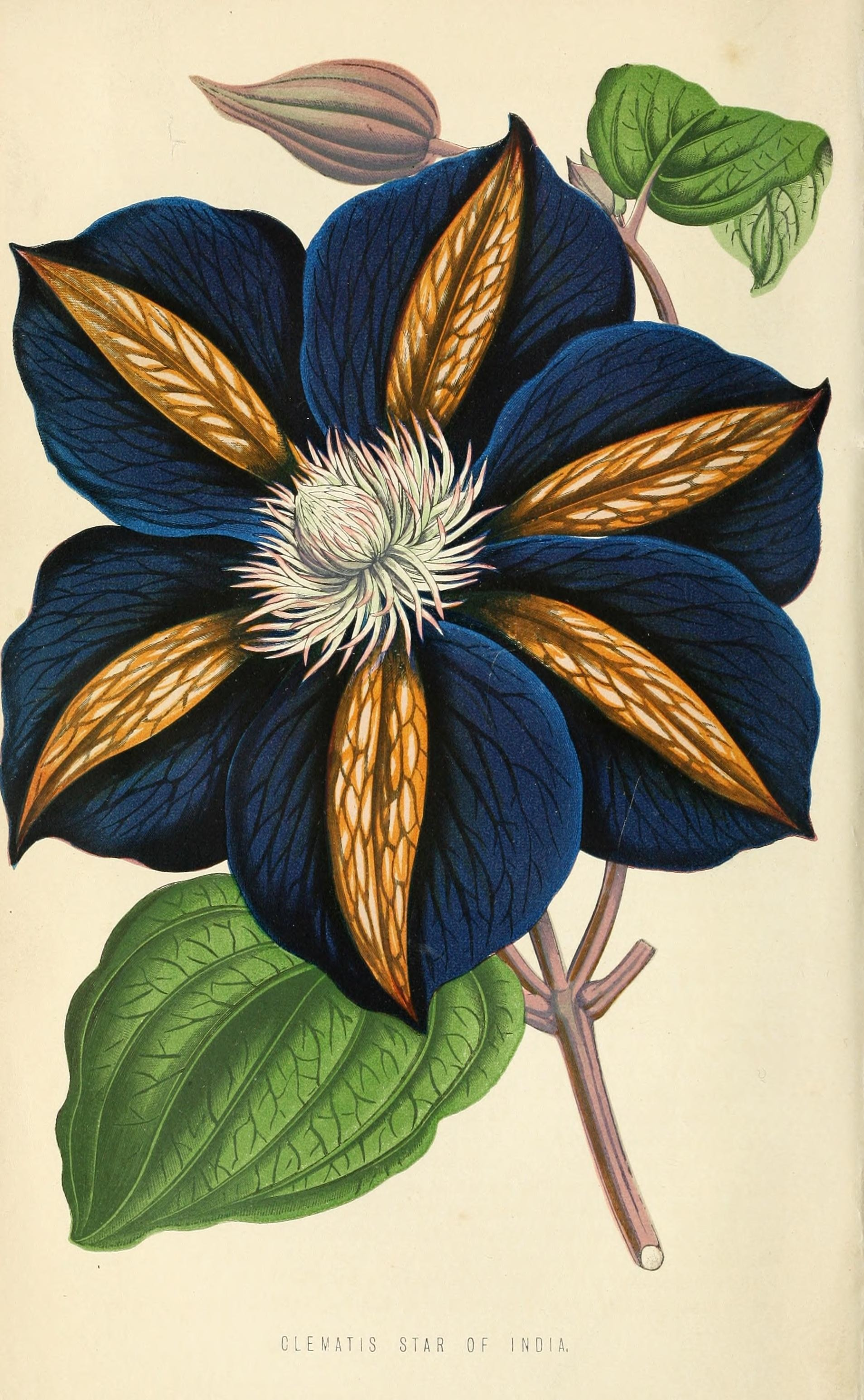
Clematis 'Star of India'.

## Obtention
La clématite 'Star of India' a été obtenue par le croisement de Clematis ×jackmanii et de Clematis lanuginosa.

## Protection
'Star of India' n'est protégée par aucun organisme.

## Culture
La clématite 'Star of India' est adaptée à la culture en pleine terre ou en pot.
Cette clématite du groupe 2 fleurit sur le bois de l'année précédente au printemps puis sur la pousse de l'année à l'automne. Elle résiste à des températures inférieures à −20 °C.

## Maladies et ravageurs
La clématite 'Star of India' est sensible à l'excès d'eau, ce qui pourra provoquer une pourriture du collet de la plante et ainsi la mort de la clématite.

## Récompense
- RHS First class certificate en 1867 de la part de la Royal Horticultural Society[1].
- RHS Award of garden merit de la part de la Royal Horticultural Society en Angleterre lors de l'année 2002[1].